# Pojazd mechaniczny

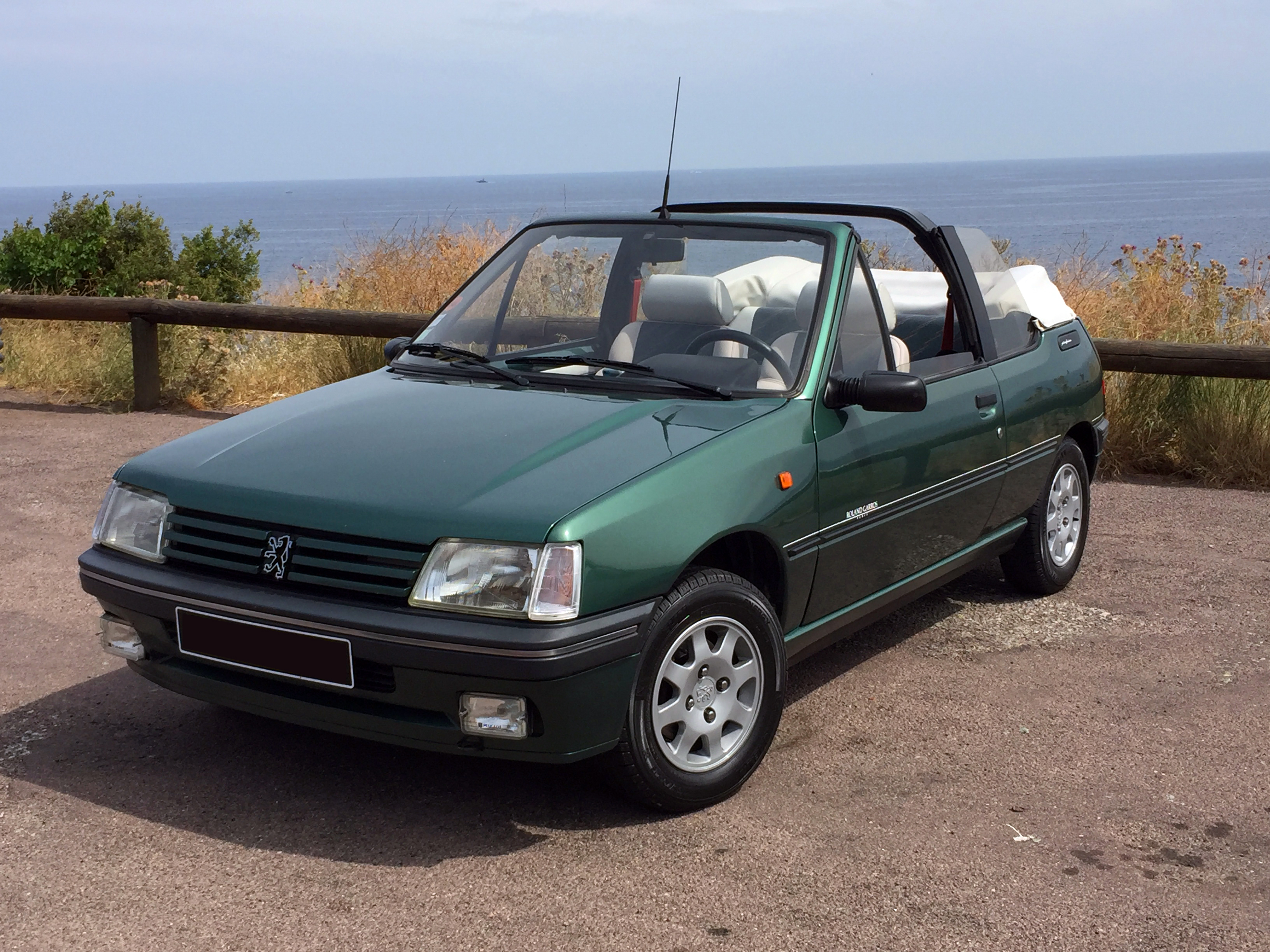
Pojazd mechaniczny (pojazd samochodowy)

Pojazd mechaniczny – pojęcie używane w odniesieniu do pojazdów wyposażonych w silnik.

## Prawo karne i wykroczeń

### Pojazd mechaniczny
Pojęcie pojazdu mechanicznego, stosowane w kodeksie karnym i kodeksie wykroczeń, nie zostało zdefiniowane ustawowo. Sąd Najwyższy w 2007 r. dokonał wyszczególnienia tego pojęcia, określając je jako pojazd zaopatrzony w poruszający nim silnik, taki jak pojazd samochodowy, maszyna rolnicza, motocykl, lokomotywa kolejowa, samolot, helikopter, statek wodny, a także pojazd szynowy zasilany z trakcji elektrycznej (tramwaj, trolejbus).
W uchwale Sądu Najwyższego z 28 lutego 1975 r. zawarto następującą definicję:

Pojazdem mechanicznym w ruchu lądowym w rozumieniu przepisów kodeksu karnego jest każdy pojazd drogowy czy szynowy napędzany umieszczonym w nim silnikiem, jak również maszyna samobieżna i motorower.

Wprawdzie nie jest już ona obowiązująca jako uchwała, ale wobec braku definicji legalnej może być nadal stosowana przez sądy jako wykładnia prawa. Taka interpretacja spotykana jest także w literaturze .
W Prawie o ruchu drogowym istnieje pojęcie pojazdu silnikowego, definiowane jako „pojazd wyposażony w silnik, z wyjątkiem motoroweru i pojazdu szynowego”. Z definicji „pojazdu” wynika, że dotyczy ono wyłącznie ruchu lądowego. W kodeksie karnym i wykroczeń mowa jest o prowadzeniu pojazdu mechanicznego nie tylko w ruchu lądowym, ale też wodnym i powietrznym, dlatego m.in. błędne byłoby odnoszenie pojęcia pojazdu mechanicznego z prawa karnego do „pojazdu silnikowego” z prawa regulującego ruchu drogowy.

(...) istnieje pewien logiczny związek pomiędzy różnego rodzaju kategoriami pojazdów poruszających się wyłącznie przy użyciu siły mechanicznej. Są to na ogół pojazdy, którymi kierowanie – ze względu na ich szybkość poruszania się lub rozmiary oraz automatyzm działania – stwarza zwiększone wymagania zachowania sprawności fizycznej i psychicznej przy poruszaniu się w ruchu drogowym. Te właśnie względy zadecydowały o wyodrębnieniu w przepisach prawa karnego i prawa o wykroczeniach osobnej kategorii omawianych pojazdów, którą należy traktować w sposób ściśle dostosowany do ich wspólnej cechy, polegającej na ich poruszaniu się wyłącznie za pomocą siły mechanicznej i nie można tej kategorii modyfikować wyłącznie w drodze interpretacji obowiązujących w tym zakresie przepisów.

W powyższej uchwale potwierdzono także, że motorower jest pojazdem mechanicznym (Sąd Najwyższy nadal podziela ten pogląd, nawiązując do lekkiego motoroweru – skutera). Zasadniczym kryterium jest możliwość poruszania się tego typu pojazdów z dużą prędkością.

### Pojazd mechaniczny uzbrojony
Pojazd mechaniczny uzbrojony to taki pojazd, który jest trwale wyposażony w broń, uzbrojenie, np. czołg, samochód i pociąg pancerny, czy transporter opancerzony wyposażony w wyrzutnie pocisków . Pojęcie użyte zostało w art. 355 § 1 k.k., nie ma ustawowej definicji (poza przyjętą w doktrynie).

### Pojazd niemechaniczny

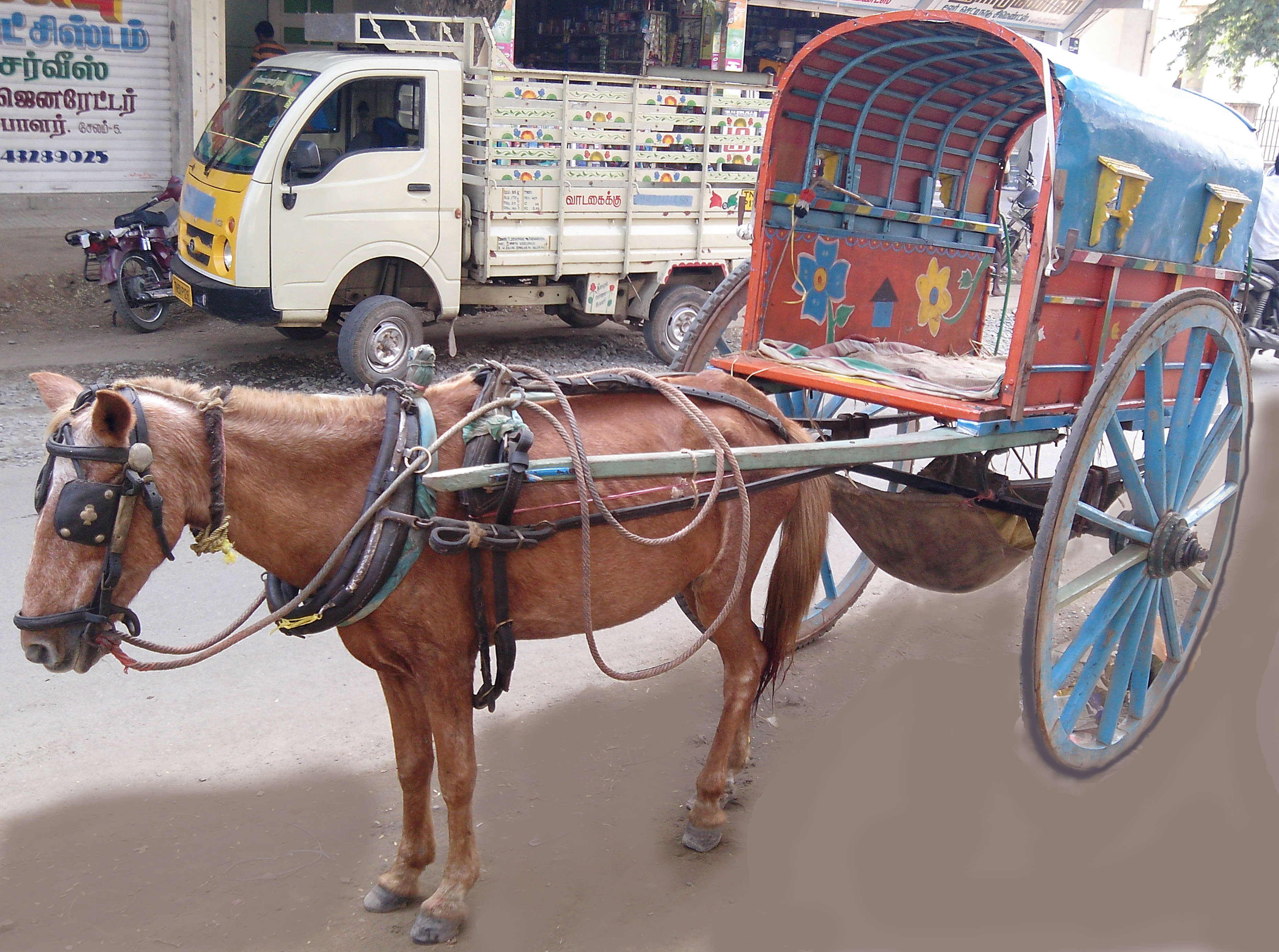
Pojazd niemechaniczny (pojazd zaprzęgowy)

Pojazd, który nie jest pojazdem mechanicznym, w szczególności pojazd zaprzęgowy, rower, jak również statek żaglowy (żaglówka) i szybowiec. Pojęcie nie występuje w żadnej ustawie, chociaż jest stosowane w doktrynie oraz orzecznictwie. Ponadto do pojazdów niemechanicznych zalicza się rower zaopatrzony w silnik pomocniczy o pojemności skokowej nieprzekraczającej 50 cm3, który zachowuje wszystkie normalne cechy charakterystyczne budowy, umożliwiające jego zwykłą eksploatację jako roweru.
Inne przykłady: wózek inwalidzki (napędzany siłą mięśni), deskorolka, kajak, łódź, balon.
W przypadku przyczepy i naczepy silnik nie jest umieszczony na pojeździe (tylko poza nim), co jednoznacznie zalicza te pojazdy do grona pojazdów niemechanicznych.

## Prawo ubezpieczeniowe

### Pojazd mechaniczny
Pojęcie pojazdu mechanicznego powstało w celu określenia pojazdów, które mają podlegać obowiązkowemu ubezpieczeniu. Zostało zdefiniowane w ustawie o ubezpieczeniach obowiązkowych, Ubezpieczeniowym Funduszu Gwarancyjnym i Polskim Biurze Ubezpieczycieli Komunikacyjnych jako:

a) pojazd samochodowy, ciągnik rolniczy, motorower i przyczepa określone w przepisach ustawy – Prawo o ruchu drogowym,

b) pojazd wolnobieżny w rozumieniu przepisów ustawy – Prawo o ruchu drogowym, z wyłączeniem pojazdów wolnobieżnych będących w posiadaniu rolników posiadających gospodarstwo rolne i użytkowanych w związku z posiadaniem tego gospodarstwa;

Definicja pojazdu mechanicznego z prawa ubezpieczeniowego nie ma zastosowania w kodeksie karnym i wykroczeń, bowiem nie ma podstawowego znaczenia dla regulowanej tymi kodeksami materii.

## Prawo cywilne

### Mechaniczny środek komunikacji
Pojęcie mechanicznego środka komunikacji funkcjonuje w prawie cywilnym (przy określaniu odpowiedzialności). Zostało po raz pierwszy użyte w art. 436 kodeksu cywilnego (w 1964 r.), który mówi o „mechanicznym środku komunikacji poruszanym za pomocą sił przyrody”. Wynika z tego, że mechaniczny środek komunikacji zawsze cechuje:
1. napędzanie własnym urządzeniem mechanicznym (silnikiem)
2. możliwość samodzielnego ruchu, wyłącznie z pomocą sił przyrody
3. przeznaczenie do komunikacji.

Mechanicznym środkiem komunikacji jest zatem samochód osobowy i ciężarowy, ciągnik, autobus, trolejbus, motocykl, skuter, pociąg, statek powietrzny i morski, statek żeglugi śródlądowej, motorówka. Pojęcie odnosi się wszakże do środków komunikacji, poruszających się zarówno w ruchu lądowym (np. drogami, szynami), jak i powietrznym, czy morskim.
Mechanicznym środkiem komunikacji nie może być:
- pojazd napędzany własnym mechanizmem, ale wprawianym w ruch siłą mięśni ludzkich lub zwierzęcych (np. hulajnoga, rower, wóz konny, kajak, mięśniolot)
- pojazd poruszany bezpośrednio siłami przyrody (np. żaglówka, lotnia)
- urządzenie z ograniczoną swobodą ruchu (np. schody ruchome, dźwig, winda – porusza się wyłącznie w szybie)
- urządzenie nieprzeznaczone do komunikacji pomiędzy ludźmi, transportu ludzi lub towarów, czy rekreacji.

## II Rzeczpospolita

### Prawo drogowe
Od chwili powstania II Rzeczypospolitej w 1918 r. istniała potrzeba stworzenia krajowych przepisów, regulujących kwestie drogowe, bowiem zunifikowane prawo z czasu zaborów traktowało je w sposób marginalny. W rozporządzeniu z 6 lipca 1922 r. wprowadzono m.in. przepisy ruchu drogowego, czy szczegółowe kryteria budowy i wyposażenia różnego typu pojazdów mających silnik. Określenie „pojazd mechaniczny”, zawarte w tym rozporządzeniu, odnosiło się do „wszystkich pojazdów, służących do przewozu osób lub ciężarów, a poruszanych siłą mechaniczną, nie biegnących po szynach, korzystających stale lub czasowo z dróg publicznych i przeznaczonych zarówno dla celów zarobkowych, jak i własnego użytku (osób prywatnych lub instytucji samorządowych, państwowych, spółek, firm itd.)”. Do pojazdów, wymienionych w rozporządzeniu, należą: samochód osobowy, samochód ciężarowy, traktor, motocykl (także z wózkiem bocznym).
Definicja pojazdu mechanicznego pojawia się dopiero w rozporządzeniu z 1928 r. (nowelizującym poprzednie), które określa nim „pojazd poruszany przez umieszczony na nim silnik i nie biegnący po szynach”. Każdy pojazd mechaniczny, zgodnie z Załącznikiem nr 2, musiał być zaliczony do odpowiedniej grupy:

1) osobowe (do 7 osób włącznie), 2) półciężarowe (do 1,5 t), 3) ciężarowe, 4) sanitarne, 5) cysterny, 6) specjalne, 7) autobusy, 8) pociągi drogowe, 9) motocykle z wózkiem doczepnym, 10) motocykle bez wózka doczepnego

Definicja zawarta w rozporządzeniu z 1928 r. została ostatecznie rozszerzona w nowelizacji z 1937 r.

(1) Pojazdem mechanicznym w rozumieniu rozporządzenia niniejszego jest pojazd, poruszany przez umieszczony na nim silnik i nie biegnący po szynach.
(2) Pojazd nie biegnący po szynach, a zasilany prądem elektrycznym z sieci (troleybus), uważa się za pojazd mechaniczny. (...)
(5) Nie uważa się za pojazdy mechaniczne, w rozumieniu rozporządzenia niniejszego, rowerów z silnikami pomocniczymi o pojemności skokowej do 100 cm3 i motocykli bez wózków z silnikami o tejże pojemności. (...)

Pojęcie pojazdu mechanicznego, powstałe w okresie międzywojennym, było następnie rozwijane w ustawodawstwie PRL.